# André Pelletier (historien, 1902-1985)
Pour les articles homonymes, voir André Pelletier et Pelletier (homonymie).
André Pelletier, né le 27 juin 1902 à Paris et mort le 1er mai 1985 dans la même ville est un jésuite spécialiste de l'Antiquité juive.

## Biographie
- Chercheur au CNRS à partir de 1955[2]
- Docteur ès lettres (Paris, 1962)[2]

## Publications
Texte établi et traduction commentée depuis le grec de  :
- Autobiographie de Flavius Josèphe, Paris, Les Belles Lettres, 1959
- Lettre d'Aristée à Philocrate, Paris, Éditions du Cerf, 1962
- Legatio ad Caium de Philon d'Alexandrie, Paris, Édition du Cerf, 1972
- Guerre des Juifs de Flavius Josèphe, Paris, Les Belles Lettres, 1975-1982, texte établi à partir d'une version en vieux russe datant du XIe siècle, présentant des adjonctions et des suppressions par rapport au texte original

Étude
- Pour une histoire des noms grecs du Sabbat et de la Pâque, Paris, C. Klincksieck, 1971